# Pseudofistulina radicata
Pseudofistulina radicata är en svampart som först beskrevs av Ludwig David von Schweinitz, och fick sitt nu gällande namn av Harold H. Burdsall 1971. Pseudofistulina radicata ingår i släktet Pseudofistulina och familjen Fistulinaceae.   Inga underarter finns listade i Catalogue of Life.